# Husté uspořádání
Husté uspořádání je matematický pojem z oboru teorie množin, konkrétněji z teorie uspořádání.

Motivací k zavedení tohoto pojmu je zobecnění vlastností množiny racionálních čísel při běžném uspořádání podle velikosti.

## Definice
Řekneme, že ostré lineární uspořádání R na množině A je husté, pokud mezi každé dva různé prvky množiny A lze vložit jiný její prvek
{\displaystyle (\forall x,y\in A)(\exists z\in A)(x<_{R}z<_{R}y)\,\!}

## Vlastnosti
Snadno se dá ověřit, že mezi každými dvěma různými prvky hustě uspořádané množiny leží nekonečně mnoho jejích prvků.

Budu-li uvažovat o běžném uspořádání čísel podle velikosti relací {\displaystyle <\,\!}, pak
- množina {\displaystyle \mathbb {R} \,\!} všech reálných čísel je hustě uspořádaná
- každý interval na množině reálných čísel je hustě uspořádaný
- množina {\displaystyle \mathbb {Q} \,\!} všech racionálních čísel je hustě uspořádaná, stejně jako každý její interval
- množina přirozených čísel není hustě uspořádaná podle velikosti - například mezi 1 a 2 neexistuje žádné další přirozené číslo

Zajímavé je, že pro spočetné množiny lze při zkoumání vlastností hustých uspořádání vystačit s {\displaystyle \mathbb {Q} \,\!}, jak ukazuje následující věta, vyslovená a dokázaná Georgem Cantorem:
Každá hustě uspořádaná spočetná množina bez nejmenšího a největšího prvku je izomorfní s {\displaystyle \mathbb {Q} \,\!}.